# 地球儀のスライス
『地球儀のスライス』（ちきゅうぎのスライス、A Slice of Terrestrial Globe）は、森博嗣による短編小説集。

## 概要
- 講談社ノベルス - 1999年1月発行 （ISBN 4061820516）
- 講談社文庫 - 2002年3月発行 （ISBN 4062733870）

以下の10編が収録されている。
- 小鳥の恩返し  The Girl Who was Little Bird
- 片方のピアス  A Pair of Hearts
- 素敵な日記  Our Lovely Diary
- 僕に似た人  Someone Like Me
- 石塔の屋根飾り  Roof-top Ornament of Stone Ratha
- マン島の蒸気鉄道  Isle of Man Classic Steam
- 有限要素魔法  Finite Element Magic
- 河童  Kappa
- 気さくなお人形、19歳  Friendly Doll, 19
- 僕は秋子に借りがある  I'm in Debt to Akiko

イラストをささきすばるが、巻末の解説を漫画家の冨樫義博が担当している。
「気さくなお人形、19歳」は小鳥遊練無が主人公で、「Vシリーズ」へと続く一作である。皇なつきにより漫画化されており、『黒猫の三角』に表題作とともに収録されている。

## あらすじ
小鳥の恩返し
初出：「メフィスト」1997年12月号
病院長だった父親が殺害され、地元へ戻ってきた清文は昔の恋人・綾子と結婚し、跡を継いだ。父が死亡した現場にいたという小鳥を飼い始めた清文だが、ある日小鳥は逃げてしまう。数年後、病院に新人看護師の美帆がやってくる。自分はあの日の小鳥の生まれ変わりだと言う。
片方のピアス
初出：「メフィスト」1998年10月号

素敵な日記
初出：「メフィスト」1998年5月号

僕に似た人
書き下ろし

石塔の屋根飾り
初出：「ポンツーン」第1号

マン島の蒸気鉄道
初出：「メフィスト」1998年12月号

有限要素魔法
書き下ろし

河童
初出：「小説すばる」1998年5月号

気さくなお人形、19歳
書き下ろし
：Vシリーズの登場人物、小鳥遊練無が主人公。ある日、小鳥遊がとある大富豪においしいアルバイトを持ちかけられる。
同シリーズの「朽ちる散る落ちる」ともリンクする物語。

僕は秋子に借りがある
初出：「小説すばる」1998年8月号